# Wasserorgel

Wasserorgel Europa-Park Rust

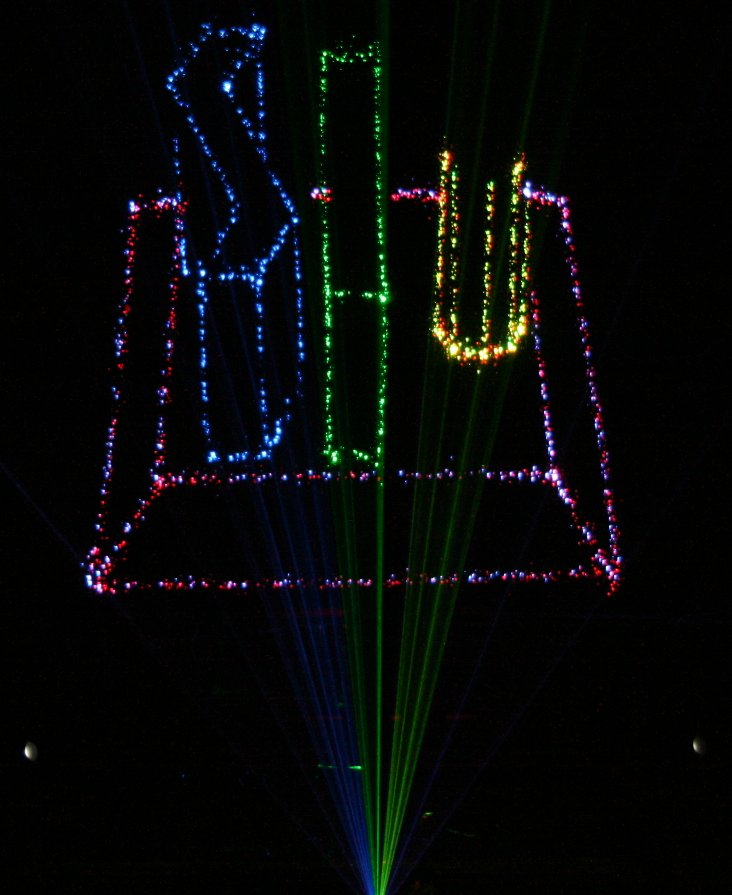
Lasershow auf einer Wasserwand

Unter einer Wasserorgel versteht man heutzutage meist eine Einrichtung, mit der eine größere Anzahl von Wasserfontänen erzeugt und gesteuert werden kann. Oft sind dabei viele Einzelfontänen in einer Reihe angeordnet, so dass die Wassersäulen an Orgelpfeifen erinnern, daher der Name. Größere Wasserorgeln sind in der Regel fest installiert und dienen z. B. in Freizeitparks oder großen Hotels zur Unterhaltung der Gäste. Die einzelnen Fontänen werden durch Pumpen erzeugt und so gesteuert, dass sich ein ballettartiges Gesamtkunstwerk ergibt.

## Musik
Eine Wasserorgel wird durch den Einsatz von passender Musik deutlich aufgewertet. Solche Wasserorgeln nennt man dann üblicherweise „musikalische Wasserorgel“ oder „musikalische Wasserspiele“. Die Bewegungen der einzelnen Effekte werden musiksynchron programmiert, so dass beim späteren Betrachten der Eindruck entsteht, dass die Musik die Wassermuster initiiert und steuert (weil sich das Wasser im Rhythmus dieser Musik bewegt). Auch die Illumination der Wasserorgel kann musiksynchron programmiert werden – sowohl die einzelnen Farben, als auch die einzelnen Effekte. Dadurch entsteht eine Vielfalt möglicher Variationen einer musikgesteuerten Wasserorgelshow.

## Wassershow
Wenn Wasserorgeln durch weitere Techniken ergänzt werden, spricht man von einer Wassershow. So kann das Wasser farbig beleuchtet werden oder mit Lasern Muster und Animationen auf dieses projiziert werden, wie bei einer Lasershow. Entstehen dabei durchgängige Wände aus Wasser, spricht man von einem Waterscreen (oder auf Deutsch Wasserleinwand bzw. Wasserschild). Auch das Abspielen ganzer Filme auf dem Wasser ist so möglich.

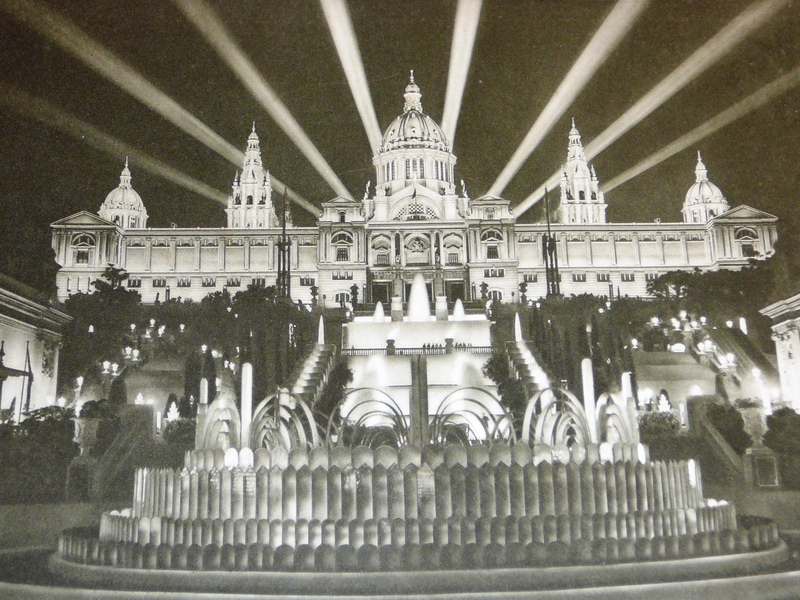
Barcelona: Foto einer Wassershow im Jahr 1929

Die Spritzhöhe der Effekte und die Synchronisation mit Licht, Laser und Musik wird durch einen Timecode gesteuert (SMPTE) und meist mittels DMX-Signal an die Wasserpumpen und Steuerungsanlagen weiter geleitet.
Die Wassershow kann, wenn in großen Dimensionen aufgeführt, als eigenständige Veranstaltung betrachtet werden. Diese Form findet man jedoch aufgrund der hohen Kosten nur selten in Europa. Zumeist findet die Wassershow in kleinerer Form in Hotelgärten und Freizeitparks statt. Bekannte regelmäßig stattfindende Wassershows sind die des Hotel Bellagio am Las Vegas Strip und die Dubai Fountain in den Vereinigten Arabischen Emiraten.

## Veranstaltungen
Neben festen Installationen gibt es auch in einigen Städten regelmäßig größere Veranstaltungen unter Verwendung von Wasserorgeln. So gibt es  seit der Weltausstellung 1929 in Barcelona jeden Sommer die Font Màgica, in Velden am Wörther See die Klangwelle Wörthersee und seit 2005 in Bonn die Klangwelle Bonn, Veranstaltungen, bei denen Wasser, Projektionen und Musik verwendet wird. Auch auf Messen und Ausstellungen, bei Firmenveranstaltungen und ähnlichen Anlässen werden Wasserorgeln vermietet. Dabei kann die Wasserorgel sowohl in einem See, Fluss, Meer oder Pool als auch in mobil aufgebauten Wasserbecken stattfinden.
In der Autostadt in Wolfsburg fand im Sommer 2007 die Wasserfontänenshow „Magic Waters“ statt, die größte mobile Wassershow der Welt. Neben den Fontänen kamen Projektionen und Flammenwerfer zum Einsatz.

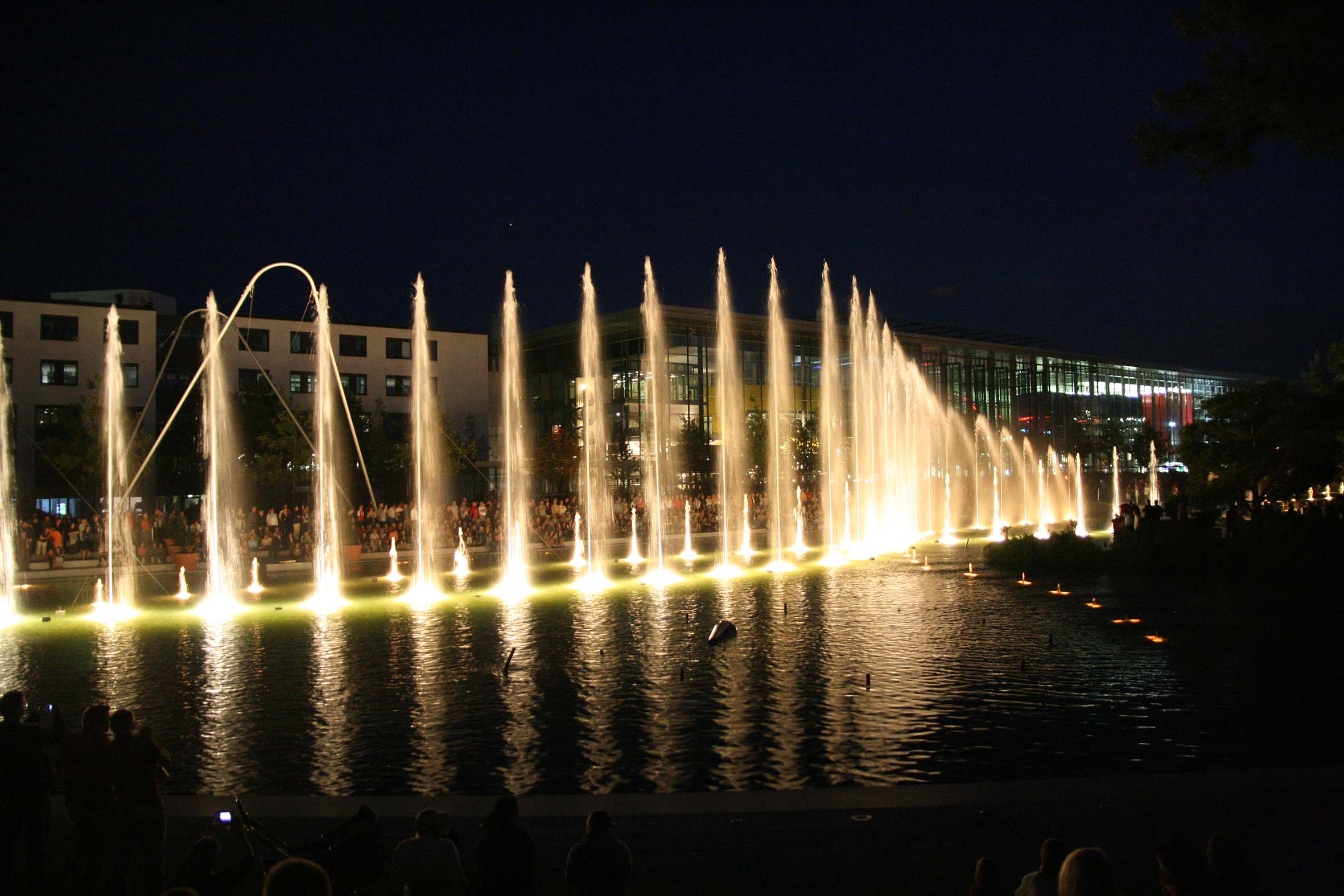
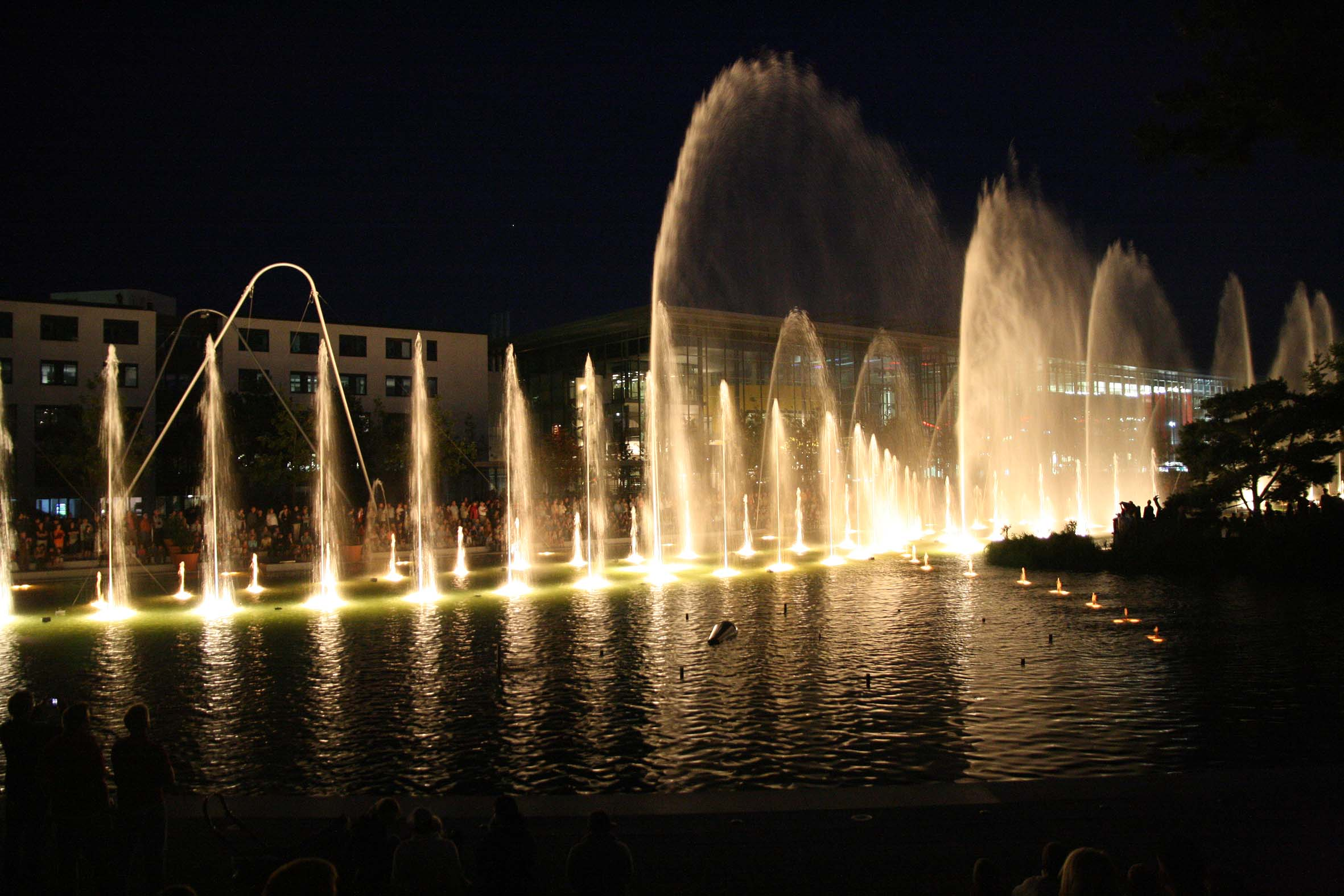
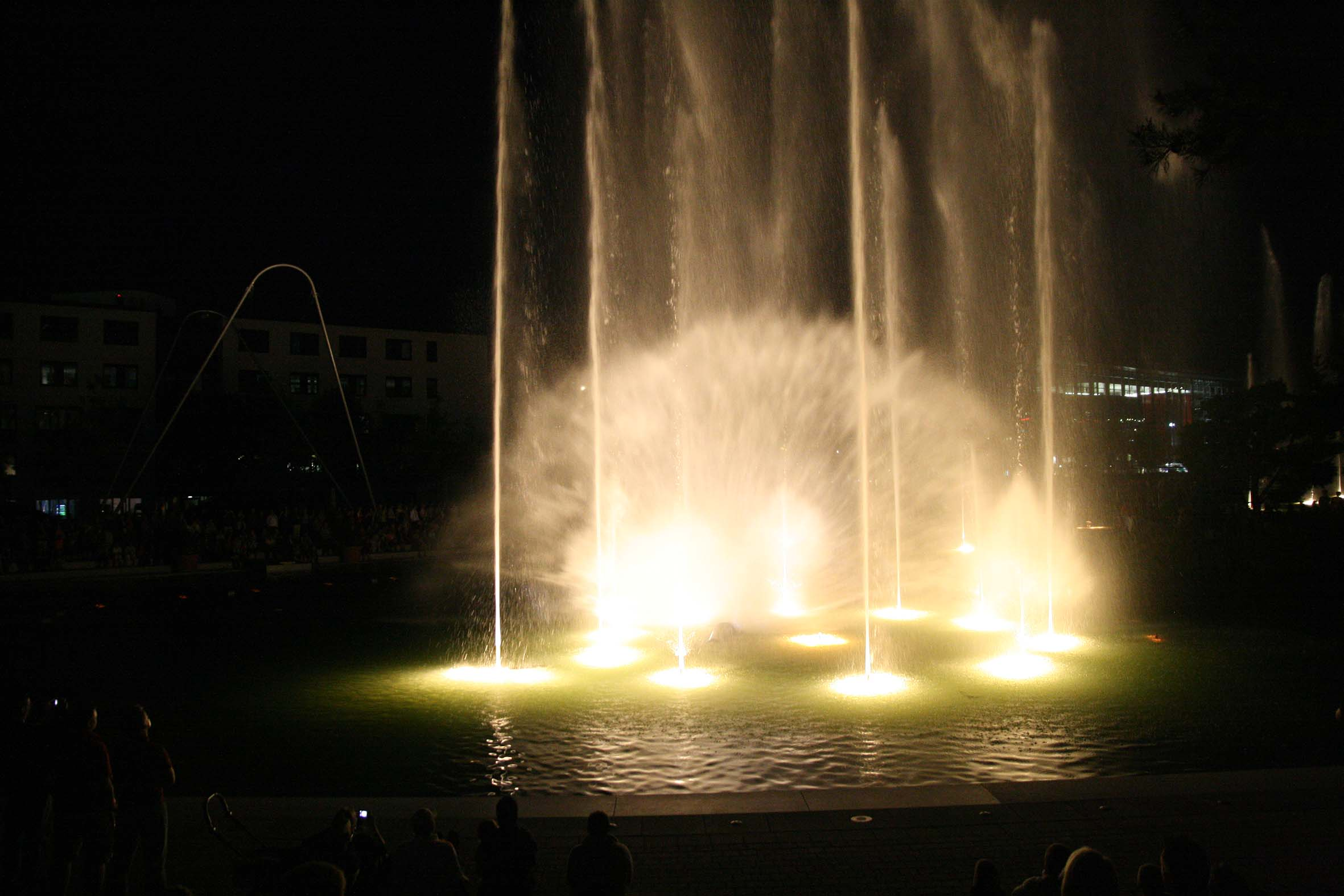
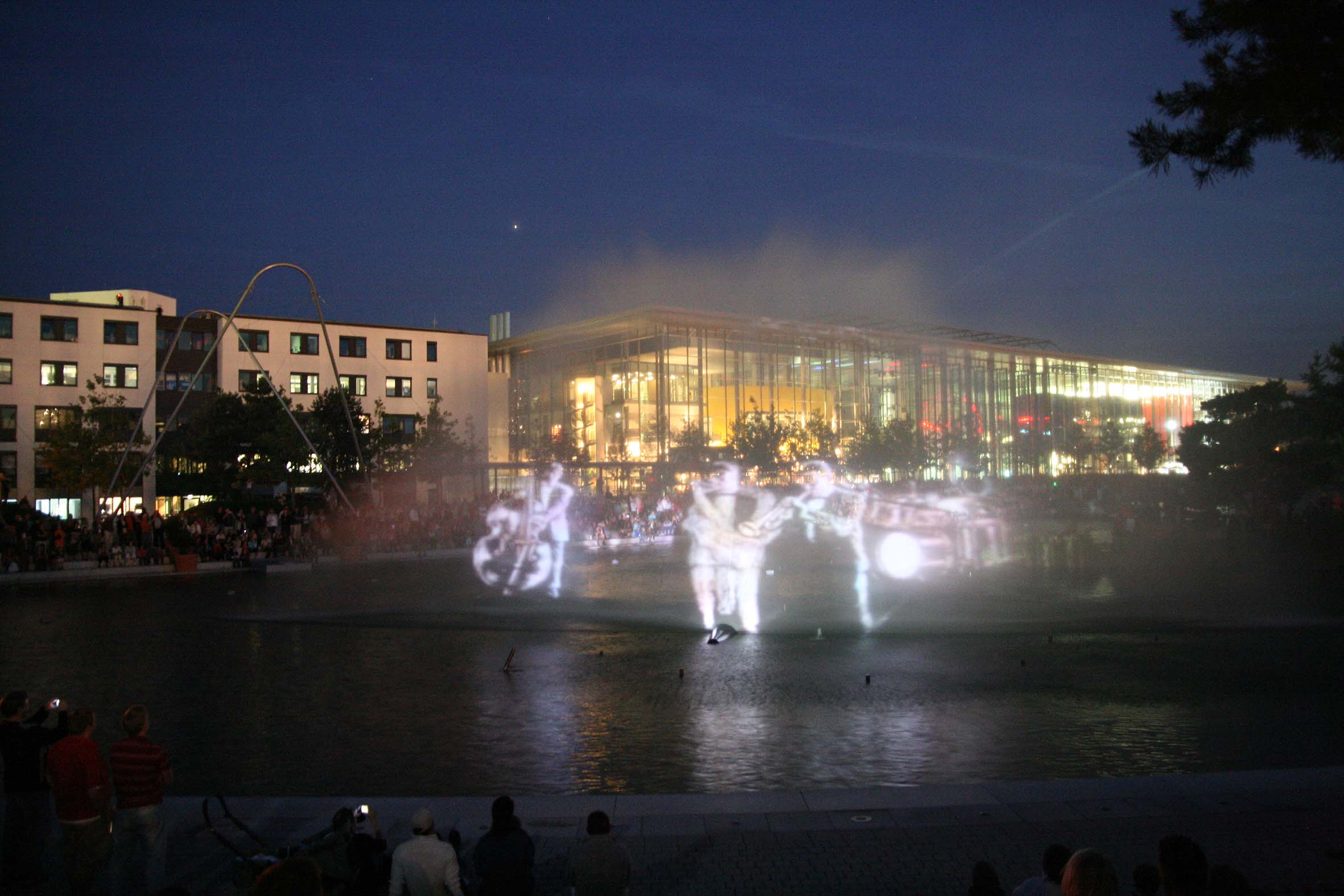
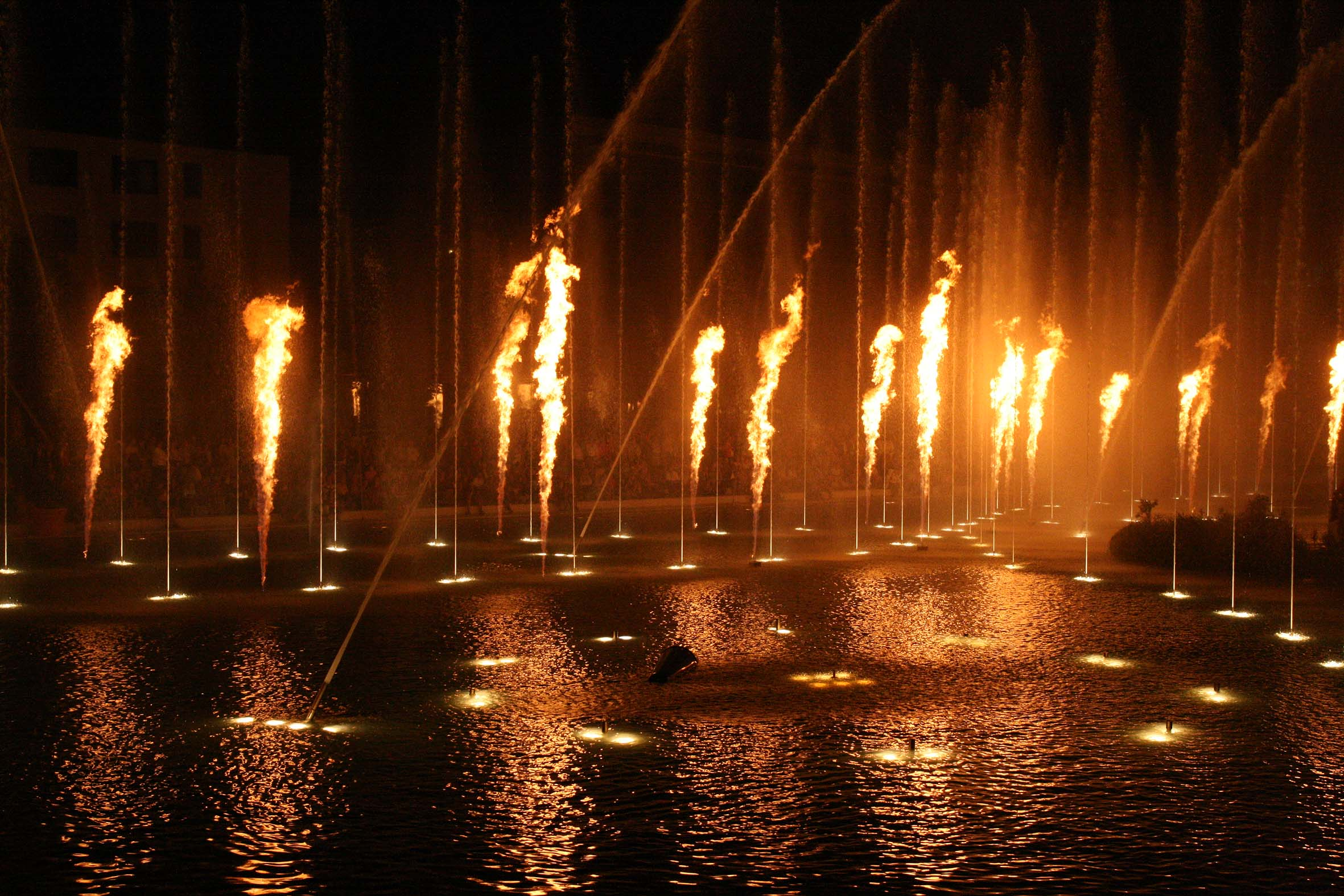